# Man of Men
Ne doit pas être confondu avec Man to Man.
Pour plus de détails, voir Fiche technique et Distribution.
Man of Men (hangeul : 퍼펙트 맨 ; RR : Peopekteu Maen, litt. « Homme parfait ») est une comédie dramatique sud-coréenne écrite et réalisée par Yong Soo, sortie en 2019. Il s’agit de son premier long métrage.
Il totalise plus d'un million d'entrées au box-office sud-coréen de 2019.

## Synopsis
Avocat réputé pour choisir ses affaires rien que pour l'argent, Jang-soo (Seol Kyeong-gu) apprend qu'il atteint d'une grave maladie et qu'il ne lui reste plus beaucoup de temps à vivre. Yeong-gi (Jo Jin-woong), un délinquant bon à rien mais rêvant de s'en sortir, effectue un travail d'intérêt général ordonné par le tribunal et rencontre Jang-Soo. Celui-ci décide de l'engager pour l'aider à effectuer sa liste de choses à faire avant de mourir.

## Fiche technique
Sauf indication contraire ou complémentaire, les informations mentionnées dans cette section peuvent être confirmées par la base de données KMDb
- Titre original : 퍼펙트 맨
- Titre international : Man of Men
- Réalisation et scénario : Yong Soo
- Décors : Kim Hyeon-ok
- Costumes : Go Hui-jeong
- Photographie : Park Seong-ju
- Son : Park Yong-ki
- Montage : Kim Sun-min
- Musique : Jang Young-gyu
- Production : Heo Seong-jin et Gim Do-su
- Société de production et distribution : Showbox Corp
- Pays d’origine :  Corée du Sud
- Langue originale : coréen
- Format : couleur
- Genre : comédie dramatique
- Durée : 117 minutes
- Date de sortie :
  - Corée du Sud : 2 octobre 2019

## Distribution
Sauf indication contraire ou complémentaire, les informations mentionnées dans cette section peuvent être confirmées par la base de données Hancinema
- Seol Kyeong-gu : Jang-soo
- Jo Jin-woong : Yeong-gi
- Heo Joon-ho : Beom-do
- Jin Seon-kyu : Dae-gook
- Kim Sa-rang : Eun-ha
- Ji Seung-hyun : Nan Da-ri
- Lee Ho-chul : Hyeong-dae
- Yoon Sang-hwa : Seok-hyeon
- Kim Jun : Choong-won

## Accueil

### Sortie
Le film sort le 2 octobre 2019 en Corée du Sud.

### Box-office
| Pays ou région | Box-office        | Date d'arrêt du box-office | Nombre de semaines |
| -------------- | ----------------- | -------------------------- | ------------------ |
| Corée du Sud   | 1 234 662 entrées | en cours                   | 4 (en cours)       |